# Överfälle
Överfälle är en bebyggelse vid havet öster om Örnsköldsvik i Arnäs socken i Örnsköldsviks kommun. Från 2015 avgränsar SCB här en småort.